# Walter Zapp

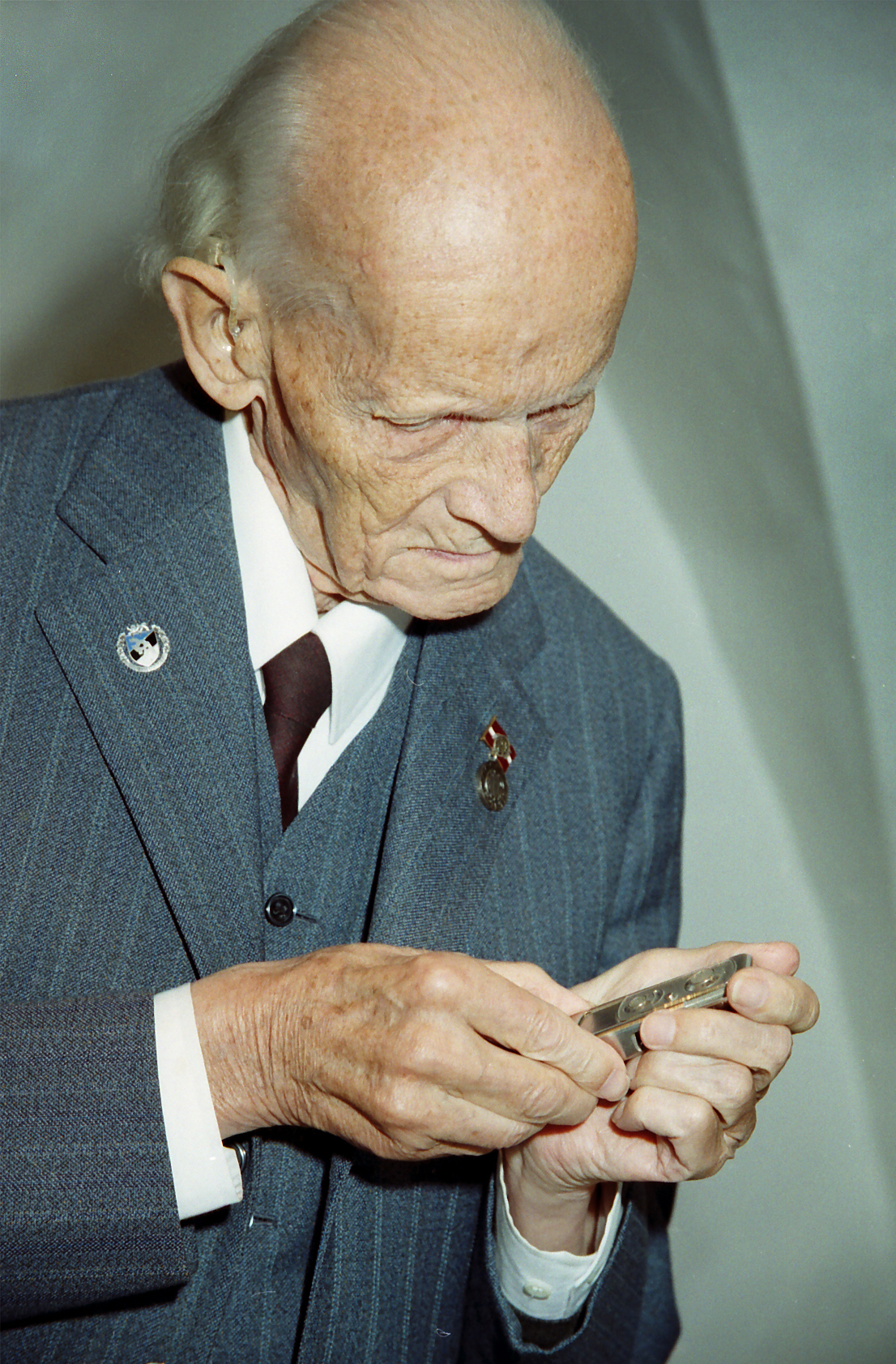
Walter Zapp (2000)

Walter Zapp (lettisch Valters Caps; * 22. Augustjul. / 4. September 1905greg. in Riga, Gouvernement Livland, heute Lettland; † 17. Juli 2003 in Binningen bei Basel) war der Erfinder der Kleinstbildkamera und der Marke Minox.

## Leben

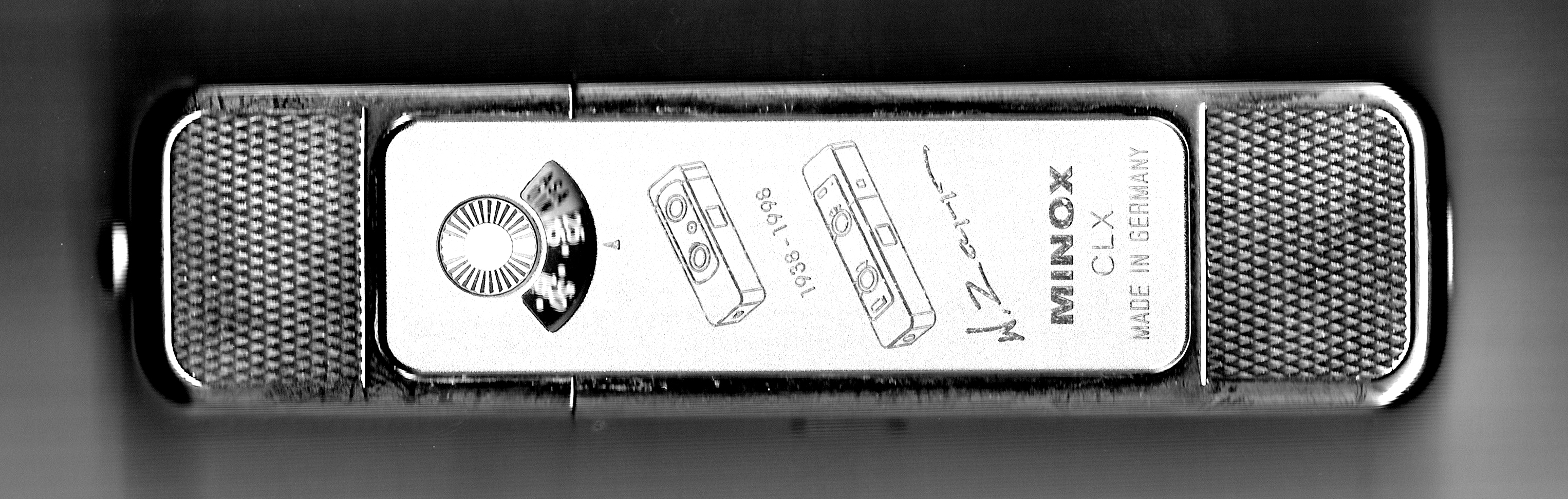
Limitierte Auflage der Minox CLX mit Walter-Zapp-Signatur

Walter Zapps Vater Karl stammte aus dem Rheinland, war jedoch in England aufgewachsen und britischer Staatsbürger. Seine Mutter Emilie geb. Burchard entstammte einer deutsch-baltischen Familie. Zu Beginn des Ersten Weltkriegs wurde die Familie nach Ufa am Ural deportiert und konnte erst 1918 auf getrennten Wegen zurückkehren. Die Schulbildung Walter Zapps blieb, den schwierigen Lebensumständen und daraus resultierenden psychischen Problemen geschuldet, lückenhaft. 1919 verließ er die Schule auf ärztlichen Rat. Eine Lehre in der Lithographie-Anstalt W. F. Hacker in Riga wurde durch den Wegzug nach dem Tallinner Stadtteil Nõmme beendet. In Tallinn begann Zapp eine Lehre bei dem Fotografen Walter Lemberg, was für seine weitere berufliche Entwicklung eine entscheidende Weichenstellung bedeutete.

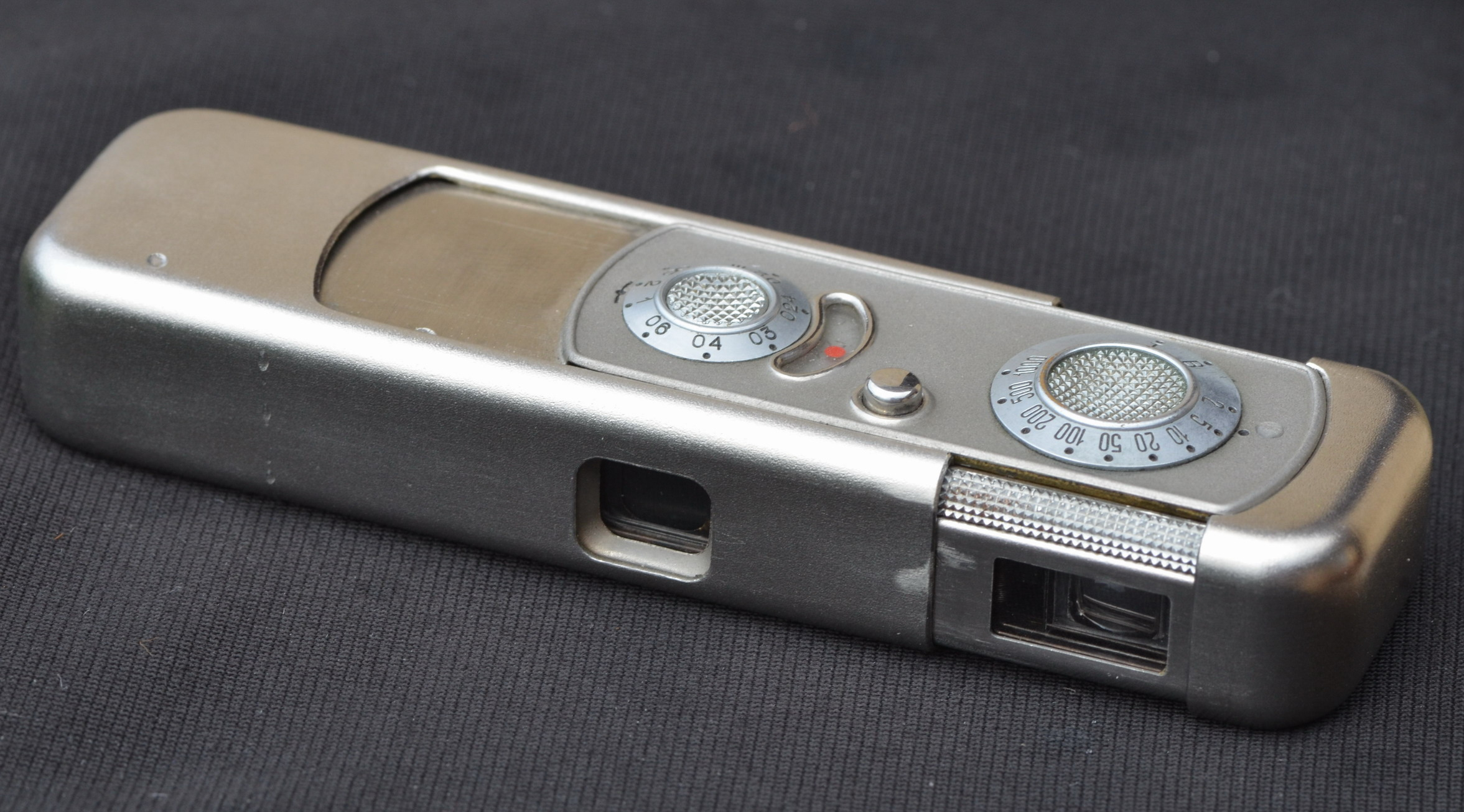
VEF Minox Riga mit Objektiv Minostigmat 1:3,5 F=15

Im Jahr 1934 begann er mit der Entwicklung einer revolutionären Kleinstkamera mit der Herstellung erster Maß- und Formmodelle (Holzklötzchen). 1936 entstand dann die Ur-Minox, das erste Modell der noch bis 2012 produzierten Minox-8x11-Serie. Die Markteinführung fand 1938 statt. In der Rigaer VEF (Valsts elektrotehniskā fabrika) wurden in der Folge 17.500 Kameras dieses Typs hergestellt.
Nach dem Zweiten Weltkrieg gründete er 1945 in Wetzlar die Minox GmbH. 1948 zog die Firma nach Heuchelheim, Kreis Gießen, und die Produktion des ersten Nachkriegsmodells (der späteren Minox A) begann. 1958 erfolgte die Markteinführung der Minox B mit gekuppeltem Belichtungsmesser. 1969 folgte die Minox C mit elektronischer Belichtungsautomatik. 1990 kam das von Zapp entwickelte Taschenteleskop Minox T8 auf den Markt. 1995 kehrte Minox wieder nach Wetzlar zurück.
Im Jahre 2000 reiste Walter Zapp mit Mitgliedern des 1. Deutschen MINOX-Club e.V. nach 60 Jahren wieder in seine alte Heimatstadt Riga und besuchte anschließend auch Pärnu und Tallinn.
Zapp starb im hohen Alter von 97 Jahren in der Schweiz.

## Veröffentlichungen
Walter Zapp: Ein russisches Galvanometer. In: Physikalische Blätter. 1. Jahrgang, Nr. 9, 1944, S. 138–140, doi:10.1002/phbl.19440010907 (wiley.com).

## Ehrungen
Im Jahr 2001 wurde Walter Zapp  mit dem Orden des Marienland-Kreuzes vom estnischen Staatspräsidenten für sein Lebenswerk geehrt.  Im gleichen Jahr wurde ihm in Riga von der Lettischen Akademie der Wissenschaften die Ehrendoktorwürde (Dr.sc.ing.h.c.) verliehen.